# Рычково (Амурская область)
Рычково — упразднённое село в Зейском районе Амурской области России. Исключено из учётных данных в 1978 году.

## География
Село располагалось на левом берегу реки Деп ниже впадения в неё реки Тында, на расстоянии примерно 13 километров (по прямой) к северо-западу от поселка Ясный.

## История
По данным 1926 года заимка Рычкова состояла из 1 хозяйства (29 крестьянского типа и 5 прочих) и проживал 1 мужчина. В национальном составе населения преобладали русские. В административном отношении входила в состав Дамбукинского сельсовета Зейского района Зейского округа Дальневосточного края.
Решением Амурского исполкома от 17 мая 1978 года № 222, село Рычково исключено из учётных данных как несуществующее.